# Silvanus semus
Silvanus semus es una especie de coleóptero de la familia Silvanidae.

## Distribución geográfica
Habita en Sudáfrica.